# Brachyzancla celaenopa
Brachyzancla celaenopa är en fjärilsart som beskrevs av Turner 1936. Brachyzancla celaenopa ingår i släktet Brachyzancla och familjen praktmalar, Oecophoridae. Inga underarter finns listade i Catalogue of Life.